# Даворин Савник
Даворин Савник (Крањ, 7. септембар 1929 – Крањ, 14. април 2014) био је словеначки и југословенски индустријски дизајнер и архитекта. Светску славу стекао је дизајном телефона ЕТА 80, произведеног у фабрици „Искра” из Крања 1978. године.

## Биографија
Даворин Савник рођен је у Крању 1929. године. Студирао је на Архитектонско-грађевинском и геодетском факултету и на Музичкој академији у Љубљани. После студија у Љубљани уписао се на Високу школу индустријског дизајна у Готвалдову (данас Злин) у Чешкој. Додатно се усавршавао у Великој Британији, Италији и САД.
У почетку се бавио музиком, а касније се запослио као дизајнер у фабрици „Искра” из Крања, где је радио дуги низ година. По напуштању „Искре” започео је самосталну каријеру.

## Професионални рад
Као дизајнер Даворин Савник радио је у Искри у Крању, у Заводу за аутоматизацију, од 1958. до 1961. године. Од 1968. до 1973. био је директор обликовања у Искра Комерцу у Љубљани, а од 1973. је радио као фриленсер. Дизајнирао је аудиовизуелне и телекомуникационе уређаје, телефоне, електро-техничке и електромедицинске уређаје, ручне алате, кућне апарате и компјутерску опрему.
Био је гост предавач на домаћим и иностраним универзитетима. Стекао је међународну репутацију и о њему су писале новине у Јапану, Сједињеним Америчким Државама, Великој Британији и Русији.

### Телефон ЕТА 80
Телефон Искра ЕТА 80 Савник је дизајнирао 1978. године и за дизајн је освојио бројне награде широм света. У „Искри” је произведено више од 5 милиона ових телефона. После успеха који је постигао, због слабе патентне заштите, телефон је плагиран широм света. Према грубим проценама широм света произведено је више од 300 милиона копија. Његови модели телефона ЕТА 80 и ЕТА 85 део су сталне поставке Музеја модерне уметности у Њујорку (MoMa), као и Музеја модерне уметности у Минхену, као и ПТТ музеја у Београду.

## Награде и признања
За свој рад Даворин Савник добио је, између осталог:
- награду БИО 1979. године
- признање Дизајн центра из Штутгарта
- признање за добар дизајн на међународном сајму у Хановеру
- највише признање јапанског Министарства трговине и индустрије
- златну медаљу на Велесајму у Брну[2]

Године 1966. добио је Награду Прешерновог фонда. Такође је добио и награду Словеначког друштва дизајнера, коју додјељује Завод Биг у оквиру Месеца дизајна, а његов је рад уврштен и у збирку Свевременски словеначки дизајн.